# Silvio Apollonio
Silvio Apollonio (* 6. April 2000) ist ein österreichischer Fußballspieler.

## Karriere
Apollonio begann seine Karriere beim SC St. Valentin. 2007 wechselte er zum LASK. 2012 kam er zur Union St. Florian. 2014 kehrte er zu St. Valentin zurück. 2015 kam er in die Akademie des FK Austria Wien, in der er fortan sämtliche Altersstufen durchlief.
Im August 2018 debütierte er für die Zweitmannschaft der Austria in der 2. Liga, als er am fünften Spieltag der Saison 2018/19 gegen den SV Lafnitz in der Startelf stand. In vier Spielzeiten kam er für die Young Violets zu 50 Zweitligaeinsätzen, in denen er ein Tor erzielte. Zur Saison 2022/23 wechselte der Außenverteidiger innerhalb der 2. Liga zum SK Vorwärts Steyr, bei dem er einen bis Juni 2023 laufenden Vertrag erhielt. Für Steyr kam er verletzungsbedingt nur viermal zum Einsatz, mit dem Klub stieg er zu Saisonende aus der 2. Liga ab. Daraufhin verließ er Vorwärts wieder.
Zur Saison 2023/24 wechselte Apollonio dann zum Zweitligisten SKU Amstetten. Für Amstetten absolvierte er 17 Zweitligapartien. Nach der Saison 2023/24 verließ er den Verein wieder. Zur Saison 2024/25 schloss er sich im Anschluss dem Regionalligisten SR Donaufeld Wien an.